# Ira Gitler
Ira Gitler (Brooklyn, Nova York, 18 de dezembro de 1928 – Nova York, 24 de fevereiro de 2019) foi um historiador e jornalista de jazz estadunidense.
Gliter cresceu ouvindo bandas de swing no final da década de 1930 e começo da década de 1940, antes de descobrir o novo estilo de Charlie Parker e Dizzy Gillespie. Escreveu centenas de textos para discos de jazz desde o princípio da década de 1950.
Inventou o termo "sheets of sound" ("camadas de som" em português) para descrever a técnica de John Coltrane no final dos anos 1950.
Gliter foi o editor de New York da revista Down Beat durante a década de 1960, escrevendo também para as publicações Metronome, JazzTimes, Jazz Improv, Modern Drummer, New York Times, San Francisco Chronicle, Village Voice, Vibe, Playboy, World Monitor e New York. Internacionalmente, contribuiu para Swing Journal (Japão), Música Jazz (Itália) e Jazz Magazine (França).

## Livros
- "Jazz Masters of the '40s" (1966)
- "Hockey! The Story of the World's Fasted Sport" with Beddoes and Fischler (1969)
- "Make the Team in Ice Hockey" (1971)
- "Blood on the Ice: Hockey's Most Violent Moments" (1974)
- "The Encyclopedia of Jazz in the Seventies" With Leonard Feather (1976)
- "Ice Hockey A to Z" (1978)
- "Swing to Bop" (1985)
- "The Biographical Encyclopedia of Jazz" with Leonard Feather (1999)
- "The Masters of Bebop: A Listener's Guide" (2001)